# Harold E. Varmus
Harold Elliot Varmus (Oceanside, 18 december 1939) is een Amerikaans wetenschapper en Nobelprijswinnaar. In 1989 won hij samen met John Michael Bishop de Nobelprijs voor de Fysiologie of Geneeskunde voor zijn ontdekking van de cellularie oorsprong van retrovirale oncogenen.

## Biografie
Varmus werd geboren als zoon van Joodse ouders van Oost-Europese afkomst. In 1957 ging hij studeren aan het Amherst College daar hij net als zijn vader een medisch dokter wilde worden, maar uiteindelijk haalde hij zijn bachelor in Engelse literatuur. Vervolgens ging hij naar de Harvard-universiteit, alwaar hij toch nog overstapte op een medische opleiding. Hij volgde deze opleiding verder aan het College voor Artsen en Chirurgen van de Columbia-universiteit.
Na zijn opleiding werkte Varmus een tijdje in een missionarisziekenhuis in India. Om de voorkomen dat hij zou worden opgeroepen voor dienstplicht en dan zou moeten vechten in de Vietnamoorlog, ging hij in 1968 werken bij de Public Health Service van het National Institutes of Health (NIH). Hier werkte hij onder Ira Pastan aan een onderzoek naar bacteriële genexpressie bij cyclisch adenosinemonofosfaat. In 1970 begon hij met postdoc-studies in Bishops laboratorium aan de Universiteit van Californië - San Francisco (UCSF). Daar deden hij en Bishop het onderzoek dat hen uiteindelijk de Nobelprijs zou opleveren. In 1972 werd Varmus faculteitslid bij de UCSF, en in 1979 professor.

## Werk
Het gezamenlijke onderzoek van Varmus en Bishop richtte zich op het Rous-sarcoom, een retrovirus waarvan Nobellaureaat Peyton Rous eerder had aangetoond dat het kankertumoren veroorzaakt bij kippen. Ze toonden aan dat dit kankerverwekkende gen "src" ook in menselijke gezonde cellen voorkomt als een proto-oncogen – een gen die, wanneer de juiste omstandigheden zich voordoet, in staat is te transformeren tot een kwaadaardige kankertumor. Voor deze ontdekking ontvingen ze in 1989 de Nobelprijs. Later heeft Varmus veel onderzoek gedaan naar retrovirussen en de wijze waarop die worden geproduceerd en in chromosomen worden ingebouwd.
Na te zijn voorgedragen door president Bill Clinton diende Varmus van 1993 tot 1999 als directeur van het National Institutes of Health in Bethesda. Aan hem wordt het feit dat het NIH in deze periode een dubbel budget kreeg toegeschreven. Sinds januari 2000 is hij president van het Memorial Sloan-Kettering Cancer Center in New York. In 2010 werd hij door Barack Obama benoemd tot de 14e directeur van het National Cancer Institute aan het NIH. In 2015 trad hij terug en werd Varmus opgevolgd door oncoloog Douglas R. Lowy.
Varmus was een voorstander van een open systeem voor wetenschappelijke papers. Hij is voorzitter en mede-oprichter van de raad van directeurs van de Public Library of Science.
In 2001 ontving Varmus de National Medal of Science.